# Genworth Financial
Genworth Financial ist ein Finanzunternehmen aus den Vereinigten Staaten. Das Unternehmen ist im S&P 500 gelistet.
Zu den Produkten des Unternehmens gehören Lebensversicherungen, Investments, Sachversicherungen, Rentenprogramme für Beschäftigte, Hypotheken und Arbeitslosenversicherungen.
Genworth Financial hat seinen Hauptsitz in Richmond, Virginia und beschäftigt rund 6000 Menschen in mehr als 25 Ländern.
Genworth war ursprünglich das Unternehmen General Electric Financial Assurance. Im Mai 2004 gliederte der Konzern General Electric das Unternehmen aus. General Electric hielt weniger als 50 % an Genworth.